# Chamaemyia triorbiseta
Chamaemyia triorbiseta is een vliegensoort uit de familie van de Chamaemyiidae. De wetenschappelijke naam van de soort is voor het eerst geldig gepubliceerd in 1990 door Beschovski & Tanasijtshuk.